# Дресяри

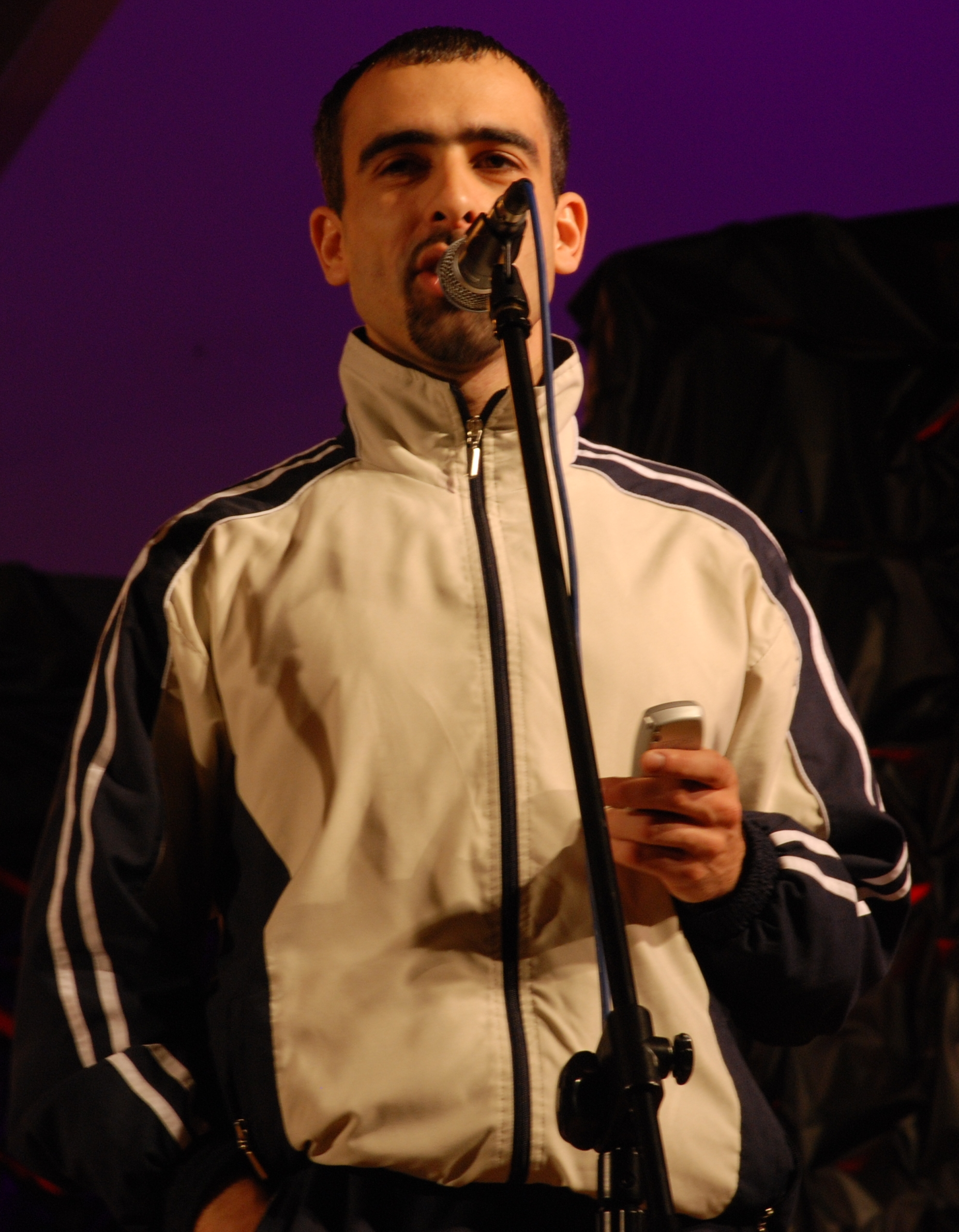
Абеляр Ґіза одягнений як дресяр під час свого виступу на Festiwal Kabaretu 2007 у Зеленій Гурі, Польща.

Дрес [drɛs] або дресяр [ˈdrɛɕaʂ] (множина dresy [ˈdrɛsɨ] або dresiarze [drɛˈɕaʐɛ]) — термін, який використовується в Польщі для опису певної субкультури або соціального класу, головним чином серед молодих чоловіків. Дресяри стереотипно живуть у міських багатоквартирних будинках. Зазвичай, їх зображують малоосвіченими, безробітними, агресивними та антисоціальними. Феномен дресярів уперше був помічений у 1990-х роках й іноді порівнюється з британськими чавами, шотландськими недами, українськими тітушками, австралійськими богами чи російськими гопниками. Пізніше воно частково злилося з хуліганськими субкультурами та іноді приписувалося футбольним фанатам.

## Походження
Термін походить від використання спортивних костюмів, що польською мовою означає дрес. Карк (мн. пол. karki — потилиці) та блокатор (мн. пол. blokersi — block-people) є спорідненими, але не синонімічними термінами. У польських ЗМІ цей термін має принизливу конотацію.
Однією з перших опублікованих книжок, присвячених феномену дресярів є роман Дороти Масловської «Біле і червоне». Дрес були темою (зазвичай критичних) пісень Dezerter і Big Cyc. Вони також є популярними негативними персонажами серії польських коміксів Їжака Єжи.

## Характеристики
Стереотипу дресярів зазвичай приписують такі риси:
- Смак у музиці зазвичай охоплює польське диско-поло та реп, рідше техно, хаус або хардбас.
- Носіння спортивних костюмів разом з гуді та снікерами; зазвичай дешеві підробки популярних брендів.
- Поголена голова.
- Підняття ваги та / або силові тренування в тренажерних залах.
- Прихильність до автомобілів — спочатку вони стереотипно асоціювалися з сильно модифікованими автомобілями Fiat 126p (часто з культовою наклейкою Pioneer на задньому склі), але нещодавно вони перейшли на старіші версії BMW 3 та BMW 5, а також Volkswagen Golf Mk2 та Opel Calibra, а ще пізніше їх смак переключився на автомобілі Volkswagen Group, особливо Audi. Окрім німецьких автомобілів, японські та східно-азійські автомобілі, такі як Honda Civic, набули популярності завдяки впливу франшизи Форсажу.
- Заведення серед домашніх тварин агресивних порід собак, таких як пітбуль або американський стаффордширський тер'єр (іноді використовуються в собачих боях).
- Їхні дівчата часто мають надмірну кількість засмаги в солярії, висвітлене платинове біляве волосся або фарбоване у чорний колір волосся. Зазвичай, вони носять штучні нігті, міні-спідниці та короткі топи.[3]

## Споріднені терміни
- Kark, що означає «шия» і скорочення від byczy kark («бичача шия»), найчастіше використовується у зв'язку з підняттям ваги; людина, яку сприймають як карка, може не носити ні кросівок, ні спортивного костюма, але поділяє більшість інших елементів стереотипної поведінки в одязі. Термін також може стосуватися членів бандитських груп нижчого рангу, тобто «головорізів».
- Блокери — термін для молодих людей, які виявляють асоціальну поведінку та живуть у комунальних кварталах (блок польською мовою, також відомі як радянські хрущовки). Цей термін вперше використав близько 1995 року Роберт Лещинський, польський музичний критик та журналіст.
- ABS — абревіатура від Absolutny Brak Szyi («Повна відсутність шиї»). Див. Карк. Часто використовується в принизливому значенні для сильно «накачаних» бандитів і хуліганів. Мається на увазі вживання анаболічних стероїдів.

## Подібні субкультури в інших країнах
- Австралія: Боган
- Велика Британія: Чав
- Данія: Браян
- Ірландія: Кнакер (Павуки або Міллі в Північній Ірландії)
- Ізраїль: Арс
- Литва: Гезас або Марозас
- Мексика: Нако
- Нідерланди: Габбер
- Норвегія: Гаррі
- Румунія: Голані або Кокаларі
- Росія: Гопник
- Сінгапур / Малайзія: Ах бенг
- Україна: Тітушки
- Франція: Лубард
- Шотландія: Нед
- Чилі: Флейт